# Lennart Matikainen

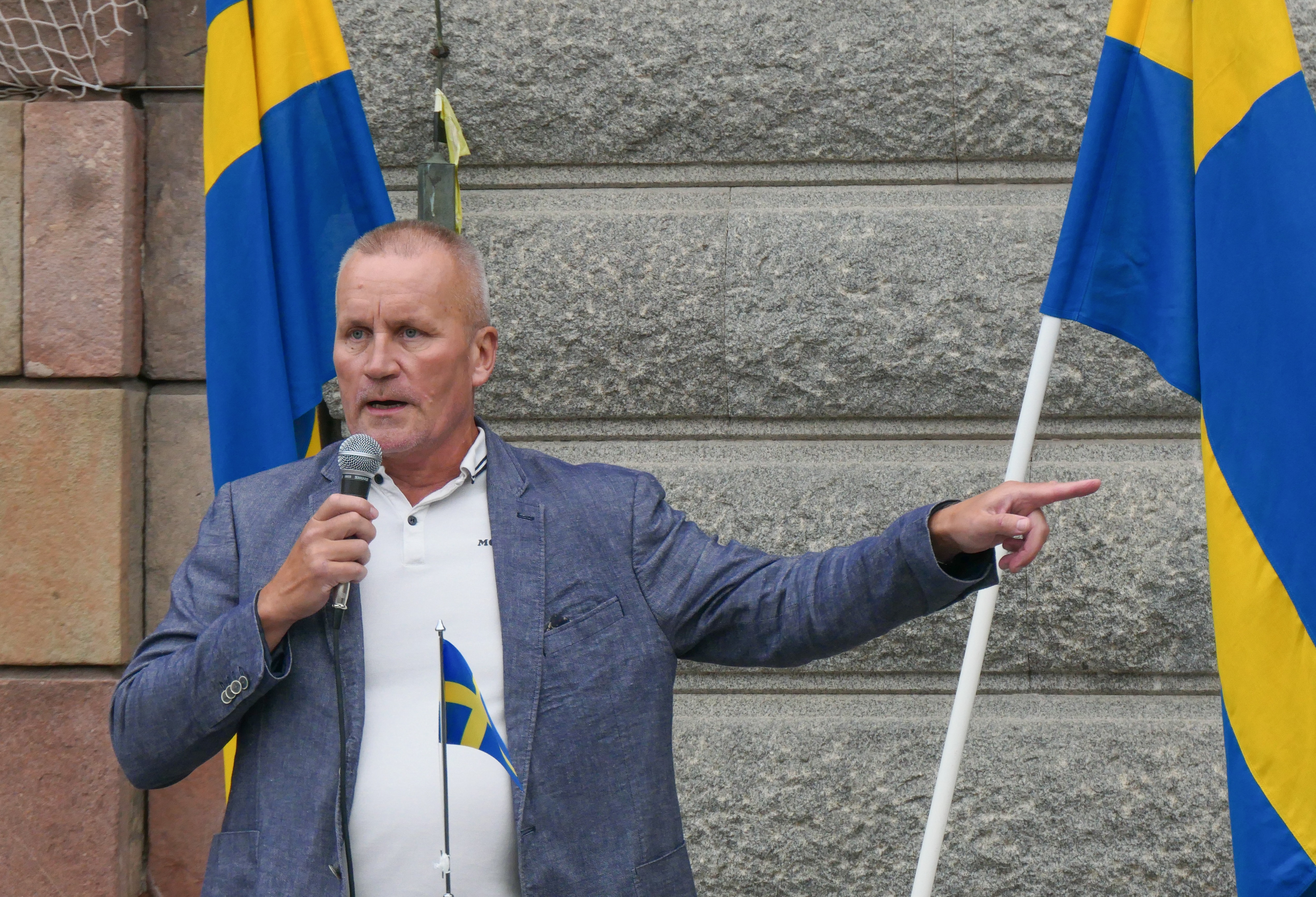
Lennart Matikainen valtalar för Alternativ för Sverige, AfS, på Mynttorget i Stockholm i slutspurtenn av valrörelsen 2022.

Lennart Ensio Matikainen, född 23 september 1962 i Sundbybergs församling, Stockholms län, är en svensk föreläsare, författare, programledare och före detta idrottsman och TV-profil. Som ung tävlade han inom bodybuilding och boxning på elitnivå.

## Biografi
Matikainen har framförallt verkat som mediepersonlighet. Där märks exempelvis hans medverkan i radioprogrammet Fråga Lennart i Sveriges Radio P4 samt hans deltagande i olika TV-program.
Under 2016 var han relationscoach i programmet Skilsmässohotellet på Sjuan. I mars samma år valde TV4 att avsluta samarbetet sedan det uppdagats att Matikainen gjort flera rasistiska och sexistiska uttalanden på sociala medier.
I riksdagsvalet 2018 kandiderade Matikainen för partiet Alternativ för Sverige. Han har varit programledare på den alternativa mediekanalen Swebbtv.
I kyrkovalet 2021 blev Matikainen invald som ledamot i Kyrkomötet som representant för Alternativ för Sverige.